# Pedicia zangheriana
Pedicia (Crunobia) zangheriana là một loài ruồi trong họ Pediciidae. Chúng phân bố ở vùng sinh thái Palearctic.